# 58 a. C.
El año 58 a. C. fue un año del calendario romano prejuliano. En la República romana, fue conocido como el año 696 Ab Urbe condita.

## Acontecimientos

### Roma
- Cónsules: Lucio Calpurnio Pisón Cesonino y Aulo Gabinio.
- Publio Clodio Pulcro, tribuno romano, instituye una entrega de grano mensual para los romanos pobres, y manda a Cicerón al exilio.
- Chipre se convierte en una provincia romana.
- Primera año de la Guerra de las Galias. Julio César crea varias legiones para invadir la Galia, Legio IX Hispana, Legio X Gemina, Legio VII Claudia:
  - César se convierte en gobernador provincial (Procónsul) y guía un ejército romano (4 legiones; Legio VII, Legio VIII, Legio IX y la famosa Legio X) hacia la Galia. Como auxiliares organizó ± 3000 honderos baleares y arqueros cretenses en cohortes.
  - César construye una obra de tierra de 19 millas, completado con fortificaciones y atalayas, entre el lago de Ginebra y los montes Jura.
  - Junio: César derrota a los helvecios en la Batalla del Arar.
  - Julio: César derrota decisivamente a los helvecios en la Batalla de Bibracte.
  - Septiembre: César derrota decisivamente a los suevos liderados por Ariovisto en la Batalla de los Vosgos.

### Egipto
- Berenice IV se convierte en reina de Egipto después de destronar temporalmente a su padre, Ptolomeo XII Auletes.

### Asia
- Año base de la Era Vikrama, fundada por Vikrama, rey de Ujjain en India.
- Jumong se convierte en el séptimo gobernante de Buyeo.

## Nacimientos
- Livia Drusila Augusta, esposa de Augusto; Diosa desde el 41 d. C.